# Klin (Eslováquia)
Klin é um município da Eslováquia, situado no distrito de Námestovo, na região de Žilina. Tem 12,74 km² de área e sua população em 2018 foi estimada em 2.438 habitantes.

## Demografia
| Ano:        | 1994 | 2004    | 2014    | 2024   |
| ----------- | ---- | ------- | ------- | ------ |
| Broj ljudi: | 1821 | 2036    | 2342    | 2549   |
| Razlika:    |      | +11,80% | +15,02% | +8,83% |

| Ano:               | 2023 | 2024   |
| ------------------ | ---- | ------ |
| Número de pessoas: | 2555 | 2549   |
| Diferença:         |      | -0,23% |